# Modica

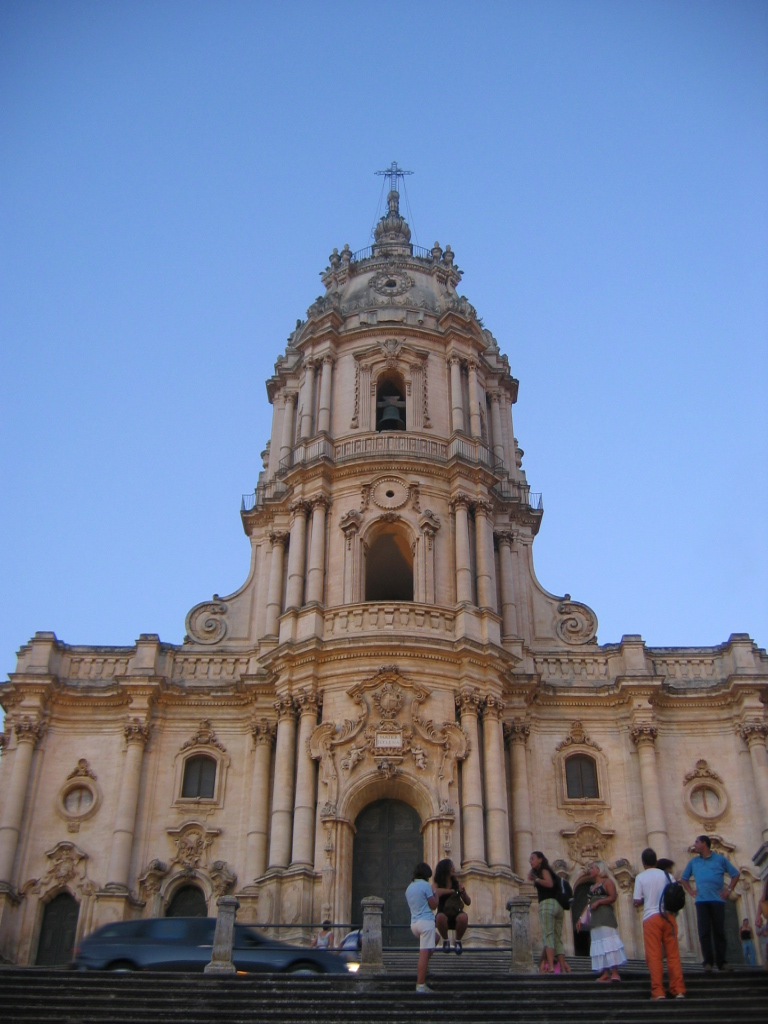
Nhà thờ San Giorgio, Modica.

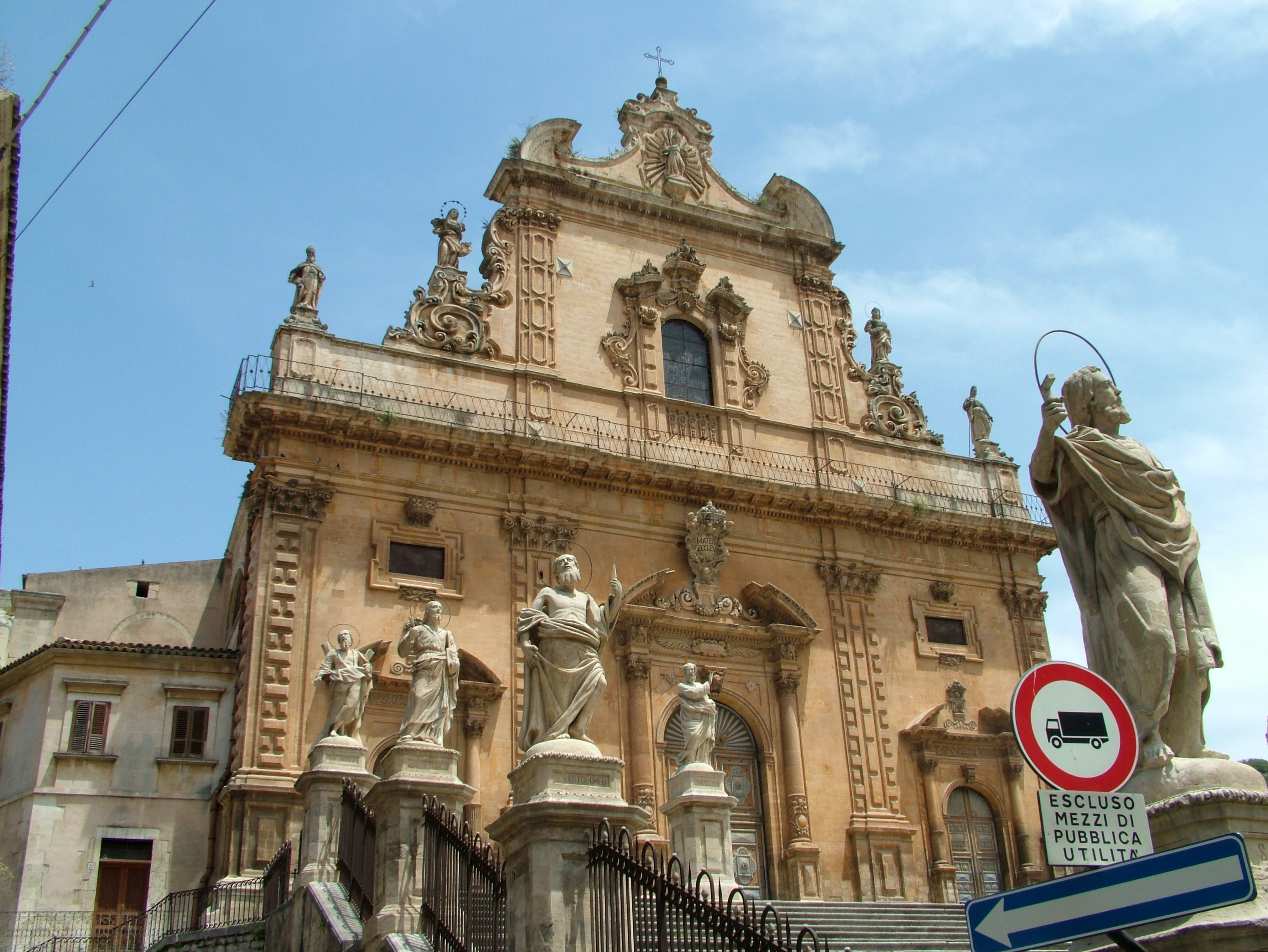
Mặt tiền của nhà thờ theo phong cách kiến trúc Baroque San Pietro.

Modica (tiếng Sicilia: Muòrica, tiếng Hy Lạp: Μότουκα, tiếng Latin: Mutyca hoặc Motyca) là một thành phố và cộng đồng (comune) ở tỉnh Ragusa trong vùng Silicia miền nam nước Ý.
Đô thị Modica có diện tích 290,77 ki lô mét vuông, dân số thời điểm năm 31 tháng 5 năm 2009 là 54.581 người. Khu vực này có độ cao 296 mét trên mực nước biển.
Đô thị này có các đơn vị dân cư (frazioni) sau: Frigintini, Marina di Modica.
Các đô thị giáp ranh: 
Modica nằm ở dãy núi Hyblaean và cùng với Val di Noto, là một phần của Di sản thế giới UNESCO ở Ý.
Theo Thucydides, thành phố được thành lập vào năm 1360 trước Công nguyên đến 1031 trước Công nguyên và là nơi sinh sống của các Sicels trong thế kỷ thứ 7 trước Công nguyên. Khu vực này đã thể là một khu vực phụ thuộc của Syracusa. Modica bị chiếm đóng bởi những người La Mã sau khi trận chiến của những hòn đảo Egadi chống lại Carthage trong các cuộc chiến tranh Punic 241 trước Công nguyên, cùng với Syracuse và tất cả của Sicilia. 